# Угур Чіфтчі
Угур Чіфтчі (тур. Uğur Çiftçi, нар. 4 травня 1992, Сівас, Туреччина) — турецький футболіст, фланговий захисник клубу «Сівасспор».

## Ігрова кар'єра

### Клубна
Угур Чіфтчі народився у місті Сівас але займатися футболом почав в академії столичного клубу «Генчлербірлігі», з яким у 2010 році підписав професійний контракт. Та не дивлячись на це, футболіст продовжив сиутпати за молодіжну команду клубу. У 2011 році для набору ігрової практики Чіфтчі був відправлений в оренду у клуб Третьої ліги «Гачеттепе». В оренді Угур провів два роки. Повернувся до «Генчлербірлігі» і сезон 2013/14 став для футболіста дебютним в елітному дивізіоні.
Влітку 2018 року після завершення контракту зі столичним клубом Чіфтчі перейшов до клубу зі свого рідного міста - «Сівасспор». У 2022 року разом з клубом Чіфтчі виграв національний кубок Туреччини.

### Збірна
У листопада 2013 року Угур Чіфтчі зіграв одну гру у складі національної збірної Туреччини.

## Титули
Сівасспор
 Переможець Кубка Туреччини: 2021/22